# Callionima elainae
Callionima elainae är en fjärilsart som beskrevs av Neidhoefer 1968. Callionima elainae ingår i släktet Callionima och familjen svärmare. Inga underarter finns listade i Catalogue of Life.